# Alexander Macbain
Alexander Macbain o Alexander MacBain (gaèlic escocès Alasdair MacGilleBhàin) (1855–1907) fou un filòleg escocès, força conegut actualment pel seu An Etymological Dictionary of the Gaelic Language (1896).

## Educació i primers anys
Macbain va néixer el 22 de juliol de 1855 a Balguish, Glenfeshie (Badenoch, Inverness-shire) i va créixer en la pobresa. Els seus pares, John MacBain i Margaret McIntyre, no eren registrats com a casats quan fou registrat el seu naixement el 9 d'agost de 1855. Parlant nadiu de gaèlic escocès, va aprendre anglès a l'escola de l'Irish General Assembly an Badenoch (1863-1870), on el professor era Alexander Mackenzie. En la seva adolescència va ser professor durant mig any a l'Escola Dunmullie a Boat of Garten (1870–71), assistí a l'Escola Baldow a Badenoch, fou funcionari de l'Ordnance Survey a Escòcia i Gal·les (1871–74) i retornà a l'Escola Baldow un altre cop. Després d'haver obtingut una beca, Macbain va ser acceptat a l'Old Aberdeen Grammar School (1874) i posteriorment estudià al King's College d'Aberdeen (1876), on es va graduar en filosofia amb mestratge.

## Carrera professional
El juliol del 1880 Macbain fou nomenat rector de l'escola de Raining, Inverness, que acabava d'esdevenir l'escola secundària per a tots els Highlands. L'escola de Raining va passar a formar part de l'Escola Pública de 1894 a 1895, per la qual cosa Macbain continuar treballant fins a la seva mort.
Va ser investit Legum Doctor a la Universitat d'Aberdeen el 1901 i va rebre la seva pensió el 1905. Durant les dues últimes dècades de la seva vida Macbain va ser una de les figures principals en un cercle intel·lectual gaèlic que es va reunir a Inverness i Edimburg. El grup va incloure als dos membres més antics, com Alexander Nicolson, Alexander Carmichael i Donald Mackinnon, i una generació més jove que incloïa al pare Allan McDonald, William J. Watson, George Henderson i Kenneth McLeod. Macbain no es va casar mai. El 4 d'abril de 1907 va morir d'una hemorràgia cerebral a Stirling. Fou enterrat a la seva llar al districte de Badenoch, al cementiri de Rothiemurchus.

## Producció acadèmica
Macbain va estar involucrat en una gran quantitat de treball editorial. Va treballar juntament amb el p.John Kennedy per publicar les nombroses transcripcions que el difunt p. Alexander Cameron (m. 1888) havia fet dels texts que es troben als manuscrits. El resultat van ser els dos volums de Reliquiae Celticae (1892–94). També va publicar una edició anotada de The Highlanders of Scotland (1902) de W. F. Skene i de la History of the Mathesons del seu mestre Alexander Mackenzie; contribuí a l'edició del Gaelic Dictionary d'Evan MacEachen; i fou editor de la Celtic Magazine (1886-1888) i del Highland Monthly (1889-1902).
Molts treballs individuals van ser publicats en les actes de l'Associació Gaèlica d'Inverness i l'Inverness Field Club. El seu primer llibre fou Celtic Mythology and Religion, que aparegué en 1885 (reimprès 1917). El treball pel qual és més conegut avui dia és la fita filològica An Etymological Dictionary of the Gaelic Language (1896). Macbain va publicar una edició crítica del Book of Deer i contribuí a les entrades dels Pictes a la Chambers's Encyclopaedia, articles per a revistes i diaris i revisions per a les Transactions of the Gaelic Society of Inverness (1880–1903). Fou responsable de dos populars llibres de text, Gaelic Reader i, junt amb John Whyte, How to Learn Gaelic.
MacBain fou força crític amb la posició de Skene sobre la llengua picte com a cèltic-Q in character. S'ha suggerit que la grau d'animositat evident en el tractament entre Skene i MacBain pot haver estat per raons personals i que estava predisposat contra ell.

## Algunes publicacions
- 1885. Celtic Mythology and Religion. Inverness. Consultable online aquí i aquí.
- 1885. Ed. and tr. "The Book of Deer." Transactions of the Gaelic Society of Inverness; vol. 11, pp. 137–66. consultable online
- 1895. Personal Names and Surnames of Inverness. Inverness.
- 1896, 1911. Etymological Dictionary of the Gaelic Language. Inverness, 1911 (revised edition, originally published in 1896; reprinted in 1982 by Gairm, Glasgow). Transcribed online at Ceantar.org.